# The Amazing Race Canadá
The Amazing Race Canadá es un reality show de Canadá, producido por Insight Productions y emitido en CTV desde el 15 de julio de 2013 con buenos registros de audiencia. Cuenta con equipos de dos personas en una carrera alrededor de Canadá. Es presentado por Jon Montgomery. El programa desde su estreno hasta ahora cuenta con 2 ediciones, la pareja ganadora del programa obtiene un gran premio en dinero.

## The Amazing Race Canadá (2013)
- 15 de julio de 2013 - 16 de septiembre de 2013.

En el concurso participaron inicialmente 9 equipos, el presentador de esta edición fue Jon Montgomery. La temporada concluyó el 16 de septiembre de 2013, cuando Tim Hague, Sr. & Tim Hague, Jr. se coronaron como los ganadores. La serie giraba alrededor de 9 equipos que compiten en distintas rondas a través de Canadá y así poder ganar un gran premio final.

### Concursantes
| Concursantes             | Edad    | Profesión                           | Información |
| ------------------------ | ------- | ----------------------------------- | ----------- |
| Timothy "Tim" Hague, Sr. | 48 años | Enfermero                           | Ganadores   |
| Timothy "Tim" Hague, Jr. | 23 años | Estudiante                          | Ganadores   |
| Jody Mitic               | 36 años | Francotirador del ejército retirado | 2.º Lugar   |
| Cory Mitic               | 32 años | Oficial de relaciones del trabajo   | 2.º Lugar   |
| Vanessa Morgan           | 21 años | Actriz                              | 3.er Lugar  |
| Celina Mziray            | 30 años | Modelo                              | 3.er Lugar  |
| Jet Black                | 32 años | Policía                             | 4.º Lugar   |
| David "Dave" Schram      | 28 años | Ejecutivo de marketing              | 4.º Lugar   |
| Holly Agostino           | 33 años | Pediatras                           | 5.º Lugar   |
| Brett Burstein           | 33 años | Pediatras                           | 5.º Lugar   |
| Hal Johnson              | 57 años | Personajes televisivos              | 6.º Lugar   |
| Joanne McLeod            | 54 años | Personajes televisivos              | 6.º Lugar   |
| Kristen Idiens           | 32 años | Guía de aventura al aire libre      | 7.º Lugar   |
| Darren Trapp             | 26 años | Salvavidas                          | 7.º Lugar   |
| James "Jamie" Cumberland | 47 años | Asesor de recursos humanos          | 8.º Lugar   |
| Pierre Cadieux           | 38 años | Banquero                            | 8.º Lugar   |
| Treena Ley               | 36 años | Sargento de policía                 | 9.º Lugar   |
| Tennille Dorrington      | 36 años | Auditor de impuestos                | 9.º Lugar   |

### Resultados
| Equipo            | Relación   | Posición (por etapas) | Posición (por etapas) | Posición (por etapas) | Posición (por etapas) | Posición (por etapas) | Posición (por etapas) | Posición (por etapas) | Posición (por etapas) | Posición (por etapas) | Posición (por etapas) | Obstáculos realizados |
| Equipo            | Relación   | 1                     | 2                     | 3                     | 4                     | 5                     | 6                     | 7                     | 8                     | 9                     | 10                    | Obstáculos realizados |
| ----------------- | ---------- | --------------------- | --------------------- | --------------------- | --------------------- | --------------------- | --------------------- | --------------------- | --------------------- | --------------------- | --------------------- | --------------------- |
| Tim Sr. & Tim Jr. | Padre/Hijo | 6th                   | 6th                   | 7th                   | 5th                   | 2nd                   | 5th                   | 2nd                   | 2nd                   | 3rd                   | 1st                   | Tim Sr. 6, Tim Jr. 6  |
| Jody & Cory       | Hermanos   | 7th                   | 3rd                   | 5th                   | 6th                   | 4th                   | 2nd                   | 1st                   | 1st                   | 1st                   | 2nd                   | Jody 6, Cory 6        |
| Vanessa & Celina  | Hermanas   | 5th                   | 5th                   | 4th                   | 4th                   | 3rd                   | 4th                   | 4th                   | 4th                   | 2nd                   | 3rd                   | Vanessa 6, Celina 6   |
| Jet & Dave        | Amigos     | 4th                   | 7th                   | 3rd                   | 1st                   | 1st                   | 1st                   | 3rd                   | 3rd                   | 4th                   |                       | Jet 5, Dave 5         |
| Holly & Brett     | Esposos    | 2nd                   | 1st                   | 6th                   | 2nd                   | 5th                   | 2nd                   | 5th                   |                       |                       |                       | Holly 4, Brett 4      |
| Hal & Joanne      | Esposos    | 3rd                   | 2nd                   | 1st                   | 3rd                   | 6th                   |                       |                       |                       |                       |                       | Hal 3, Joanne 3       |
| Kristen & Darren  | Rollo      | 1st                   | 4th                   | 2nd                   | 7th                   |                       |                       |                       |                       |                       |                       | Kristen 2, Darren 3   |
| Jamie & Pierre    | Amigos     | 8th                   | 8th                   |                       |                       |                       |                       |                       |                       |                       |                       | Jamie 2, Pierre 1     |
| Treena & Tennille | Hermanas   | 9th                   |                       |                       |                       |                       |                       |                       |                       |                       |                       | Treena 1, Tennille 1  |

- El lugar en rojo indica que el equipo ha sido eliminado.
- El lugar en azul subrayado indica aquel equipo que llegó en último lugar en una etapa no eliminatoria; sin embargo, en la próxima etapa deben realizar una multa.

## The Amazing Race Canadá (2014)
- 8 de julio de 2014 - 21 de septiembre de 2014.

En el concurso participaron inicialmente 11 equipos, el presentador de esta edición fue nuevamente Jon Montgomery.

### Concursantes
| Concursantes                | Edad    | Profesión                                            | Información |
| --------------------------- | ------- | ---------------------------------------------------- | ----------- |
| Peter "Pete" Schmalz        | 24 años | Estudiante                                           | Ganadores   |
| Michael "Mickey" Henry      | 24 años | Empresario                                           | Ganadores   |
| Natalie Spooner             | 23 años | Jugadoras de hockey                                  | 2.º Lugar   |
| Meaghan Mikkelson           | 29 años | Jugadoras de hockey                                  | 2.º Lugar   |
| Ryan Steele                 | 36 años | Camarero de bar                                      | 3.er Lugar  |
| Robert "Rob" Goodard        | 24 años | Entrenador personal                                  | 3.er Lugar  |
| Sukhi Atwal                 | 32 años | Emprendedores                                        | 4.º Lugar   |
| Jinder Atwal                | 26 años | Emprendedores                                        | 4.º Lugar   |
| Alain Chanoine              | 32 años | Actor                                                | 5.º Lugar   |
| Audrey Tousignant-Maurice   | 31 años | Propietaria de inmuebles                             | 5.º Lugar   |
| Pierre Forget               | 42 años | Propietarios de empresa familiar                     | 6.º Lugar   |
| Michel Forget               | 42 años | Propietarios de empresa familiar                     | 6.º Lugar   |
| Rex Harrington              | 51 años | Bailarín                                             | 7.° Lugar   |
| Bob Hope                    | 47 años | Consultor dental                                     | 7.° Lugar   |
| Cormac Foster               | 19 años | Estudiante                                           | 8.º Lugar   |
| Nicole Foster               | 39 años | Directora de servicios residenciales                 | 8.º Lugar   |
| Laura Takahashi             | 28 años | Desarrolladora de medios de comunicación             | 9.º Lugar   |
| Jacqueline "Jackie" Skinner | 31 años | Cantante                                             | 9.º Lugar   |
| Jennifer "Jen" King         | 40 años | Patriconadora                                        | 10.º Lugar  |
| Shawn King                  | 41 años | Presidente/Director creativo de agencia publicitaria | 10.º Lugar  |
| Shahla Kara                 | 29 años | Terapeuta ocupacional                                | 11.er Lugar |
| Nabeela Barday              | 29 años | Consultora de gestión                                | 11.er Lugar |

### Resultados
| Equipo            | Relación      | Posición (por etapas) | Posición (por etapas) | Posición (por etapas) | Posición (por etapas) | Posición (por etapas) | Posición (por etapas) | Posición (por etapas) | Posición (por etapas) | Posición (por etapas) | Posición (por etapas) | Posición (por etapas) | Posición (por etapas) | Obstáculos realizados |
| Equipo            | Relación      | 1                     | 2                     | 3                     | 4                     | 5                     | 6                     | 7                     | 8                     | 9                     | 10                    | 11                    | 12                    | Obstáculos realizados |
| ----------------- | ------------- | --------------------- | --------------------- | --------------------- | --------------------- | --------------------- | --------------------- | --------------------- | --------------------- | --------------------- | --------------------- | --------------------- | --------------------- | --------------------- |
| Mickey & Pete     | Amigos        | 7th                   | 3rd                   | 5th                   | 6th                   | 6th                   | 3rd                   | 3rd                   | 3rd                   | 2nd                   | 3rd                   | 2nd                   | 1st                   | Mickey 7, Pete 7      |
| Natalie & Meaghan | Compañeras    | 1st                   | 1st                   | 1st                   | 1st                   | 3rd                   | 5th                   | 1st                   | 1st                   | 3rd                   | 2nd                   | 1st                   | 2nd                   | Natalie 7, Meaghan 7  |
| Ryan & Rob        | Compañeros    | 9th                   | 7th                   | 4th                   | 2nd                   | 2nd                   | 6th                   | 6th                   | 5th                   | 5th                   | 4th                   | 3rd                   | 3rd                   | Ryan 7, Rob 7         |
| Sukhi & Jinder    | Hermanos      | 6th                   | 6th                   | 8th                   | 8th                   | 4th                   | 4th                   | 4th                   | 2nd                   | 1st                   | 1st                   | 4th                   |                       | Sukhi 6, Jinder 6     |
| Alain & Audrey    | Comprometidos | 2nd                   | 2nd                   | 6th                   | 7th                   | 1st                   | 2nd                   | 5th                   | 4th                   | 4th                   | 5th                   |                       |                       | Alain 6, Audrey 4     |
| Pierre & Michel   | Hermanos      | 8th                   | 5th                   | 3rd                   | 5th                   | 5th                   | 1st                   | 2nd                   | 6th                   |                       |                       |                       |                       | Pierre 4, Michel 5    |
| Rex & Bob         | Comprometidos | 3rd                   | 9th                   | 7th                   | 3rd                   | 7th                   | 7th                   |                       |                       |                       |                       |                       |                       | Rex 4, Bob 3          |
| Cormac & Nicole   | Hija/Madre    | 4th                   | 4th                   | 2nd                   | 4th                   | 8th                   |                       |                       |                       |                       |                       |                       |                       | Cormac 3, Nicole 3    |
| Laura & Jackie    | Matrimonio    | 5th                   | 8th                   | 9th                   |                       |                       |                       |                       |                       |                       |                       |                       |                       | Laura 2, Jackie 2     |
| Jen & Shawn       | Matrimonio    | 10th                  | 10th                  |                       |                       |                       |                       |                       |                       |                       |                       |                       |                       | Jen 1, Shawn 1        |
| Shahla & Nabeela  | Amigas        | 11th                  |                       |                       |                       |                       |                       |                       |                       |                       |                       |                       |                       | Shahla 1, Nabeela 1   |

- El lugar en rojo indica que el equipo ha sido eliminado.
- El lugar en azul subrayado indica aquel equipo que llegó en último lugar en una etapa no eliminatoria; sin embargo, en la próxima etapa deben realizar una multa.

## Recepción

### Índices de audiencia
| Temporada | Emisión        | Episodios | Estreno             | Estreno                    | Final                    | Final                      | Rank | Espectadores (en millones) |
| Temporada | Emisión        | Episodios | Fecha               | Espectadores (en millones) | Fecha                    | Espectadores (en millones) | Rank | Espectadores (en millones) |
| --------- | -------------- | --------- | ------------------- | -------------------------- | ------------------------ | -------------------------- | ---- | -------------------------- |
| 1         | Lunes 9:00 PM  | 10        | 15 de julio de 2013 | 2.986                      | 16 de septiembre de 2013 | 3.056                      | #1   | 3.500                      |
| 2         | Martes 9:00 PM | 12        | 8 de julio de 2014  | 2.764                      | 21 de septiembre de 2014 | 3.026                      |      |                            |

## Palmarés The Amazing Race Canadá
| Edición                         | Fecha | Ganador                         | Segundo Finalista                   | Tercer Finalista               |
| ------------------------------- | ----- | ------------------------------- | ----------------------------------- | ------------------------------ |
| [ 1 ] The Amazing Race Canadá 1 | 2013  | Tim Hague, Sr. & Tim Hague, Jr. | Jody Mitic & Cory Mitic             | Vanessa Morgan & Celina Mziray |
| [ 2 ] The Amazing Race Canadá 2 | 2014  | Peter Schmalz & Michael Henry   | Natalie Spooner & Meaghan Mikkelson | Ryan Steele & Robert Goodard   |